# トレメイトン子爵

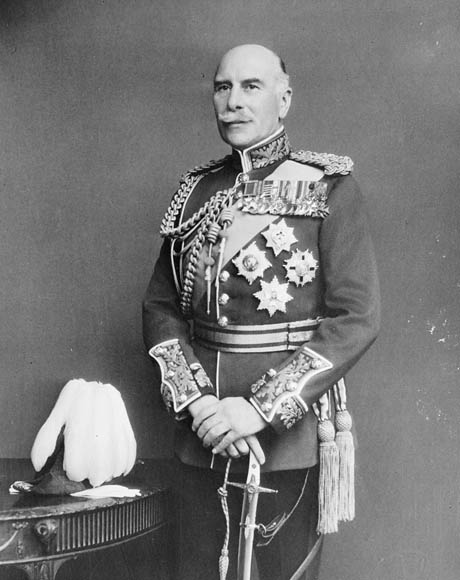
初代アスローン伯爵・初代トレメイトン子爵アレクサンダー・ケンブリッジ

トレメイトン子爵（トレメイトンししゃく、英語: Viscount Trematon）は、イギリスの子爵位。グレートブリテン貴族として1度、連合王国貴族として1度創設された。爵位名のトレメイトンはコーンウォールの地名に由来する。

## 歴史

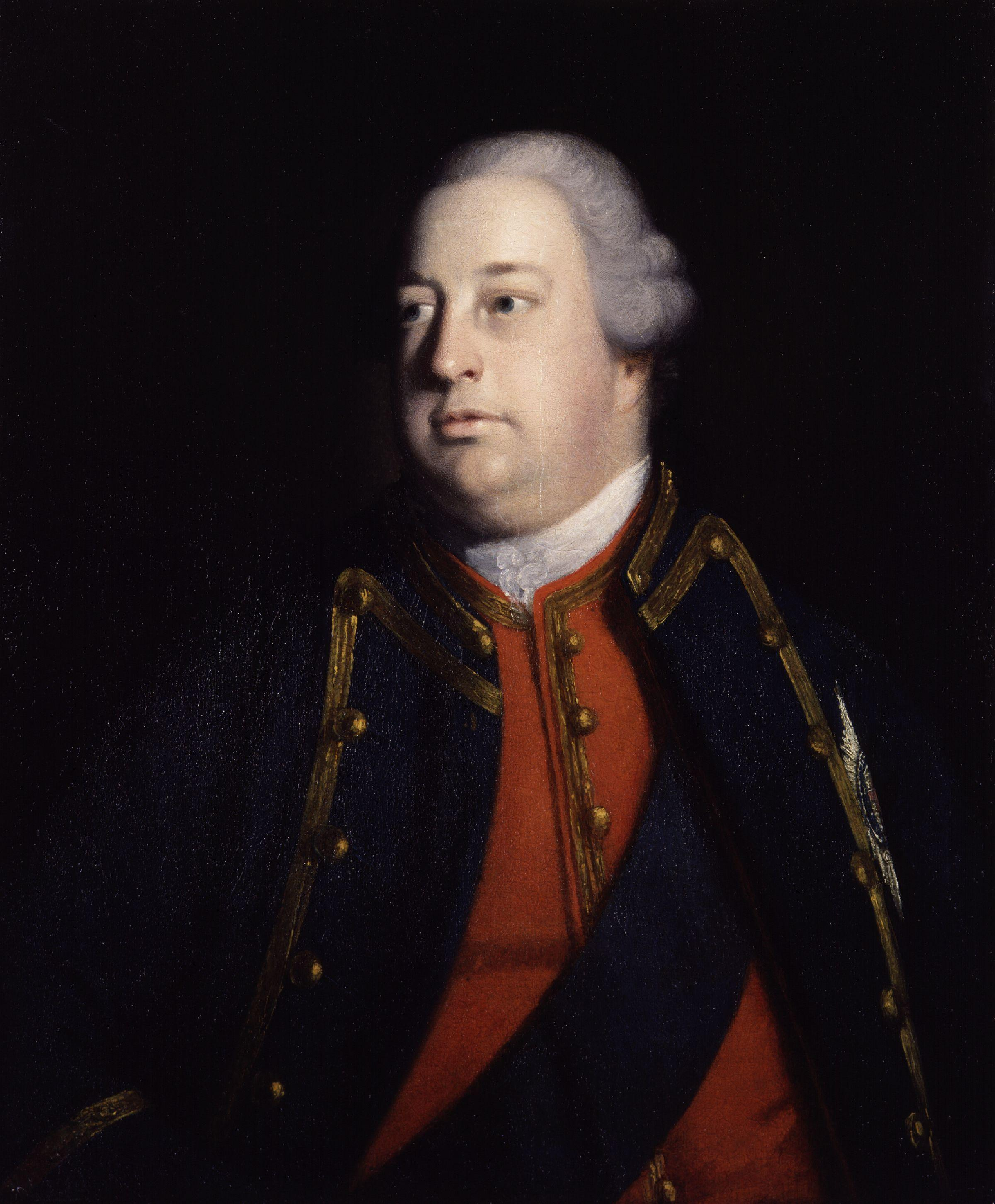
初代カンバーランド公爵・初代トレメイトン子爵ウィリアム・オーガスタス王子の肖像画、ジョシュア・レノルズ作、1759年頃。

グレートブリテン国王ジョージ2世(1683-1760)の三男ウィリアム・オーガスタス(1721-1765)は、1726年7月27日にグレートブリテン貴族であるオルダニー男爵、コーンウォール州におけるトレメイトン子爵、サリー州におけるケンニントン伯爵、ハートフォードシャーにおけるバークハムステッド侯爵、カンバーランド公爵に叙された。国王の次男には一般的にはヨーク公の称号が授けられており、ウィリアム・オーガスタスも夭逝したジョージ・ウィリアムを除くと国王の次男であるが、ヨーク公の爵位を所有していたアーネスト・オーガスタス（ジョージ2世の叔父、1728年没）が存命中だったため、ウィリアム・オーガスタスにヨーク公の爵位を授けることができなかった。ウィリアム・オーガスタスは軍人の道を歩み、デッティンゲンの戦い、フォントノワの戦い、カロデンの戦いに参戦した後、1757年にクローステル・ツェーヴェン協定を締結した廉で軍を引退せざるを得なかった。1765年に生涯未婚のまま死去したため、後継者がおらず爵位は廃絶した。
ヴュルテンベルク王国の貴族フランツ・フォン・テック(1837-1900)の息子で国王ジョージ3世(1738-1820)の女系の曽孫にあたるアレクサンダー・フォン・テック(1874-1957)（英語名アレグザンダー・オブ・テック）は第一次世界大戦中の1917年7月に父がヴュルテンベルク王国とドイツ帝国における爵位と称号を放棄してケンブリッジ姓を名乗ると、それに従って姓をケンブリッジに改め、同年11月に連合王国貴族であるケンブリッジシャーにおけるトレメイトン子爵とアスローン伯爵に叙された。2人の息子に先立たれたため、1957年にアレグザンダーが死去すると、爵位は廃絶した。

## トレメイトン子爵（1726年、第1期）
- 初代カンバーランド公爵・初代トレメイトン子爵ウィリアム・オーガスタス王子（1721年 - 1765年）

## トレメイトン子爵（1917年、第2期）
- 初代アスローン伯爵・初代トレメイトン子爵アレグザンダー・ケンブリッジ（英語版）（1874年 – 1957年）
  - トレメイトン子爵（儀礼称号）ルパート・ケンブリッジ（1907年 – 1928年）